# Lektiner
Lektiner är en grupp proteiner som bland annat finns i alla baljväxter. Vid förtäring kan lektiner orsaka förgiftning. Lektiner bryts ner av värme, så de förstörs och blir ofarliga när baljväxterna kokas.